# Frikativa
Frikativor (plural av frikativa) är samlingsnamnet för kontinuerliga brusande språkljud. De produceras genom att luft pressas genom en förträngning i artikulationssystemet så att ett brusljud uppstår. De är relativt långa, börjar och slutar mjukt samt saknar ocklusionsfas.

## I svenskan
I svenskan används flera frikativor, varav några är allofoner:
- labiodental: tonlöst [f], tonande [v],
- alveolar: tonlöst [s],
- postalveolar: tonlöst [ʃ] (sj-ljud i vissa dialekter),
- retroflex: tonlöst [ʂ] (sj-ljud i vissa dialekter, rs-ljud i vissa dialekter),
- palatal: tonlöst [ç] (tj-ljud i vissa dialekter), tonande [ʝ] (allofon av j-ljudet),
- alveolopalatal: tonlöst [ɕ] (tje-ljud),
- variant av velar: tonlöst [ɧ] (sj-ljud i vissa dialekter), samt
- glottal: tonlöst [h], tonande [ɦ] (de två är fonematiskt identiska).
- uvular: tonande [ʁ] (r-ljud i södra Sverige)